# Sapium leucogynum
Sapium leucogynum är en törelväxtart som beskrevs av Charles Wright och August Heinrich Rudolf Grisebach. Sapium leucogynum ingår i släktet Sapium och familjen törelväxter. Inga underarter finns listade i Catalogue of Life.